# 椿山課長之七日間
《椿山課長之七日間》（日语：『椿山課長の七日間』）是一本由淺田次郎著作的日本小說。該小說在從2001年7月2日到2002年4月16日於《朝日新聞》連載後，在2002年9月由朝日新聞社出版成書。後來，小說在2003年改編成舞台劇、2006年被改編為電影，而到了2009年則被改編為電視劇、2016年則被改編為韓國電視劇。

## 概要
有一天突然離世並到了另一個世界的椿山和昭，仍然非常眷戀着凡間。於是他以一位美女的形象重臨人世，並逗留數天。

## 電影
於2006年11月18日在松竹系的電影院公映。西田敏行與伊東美咲繼釣魚傻瓜日誌16後再次共同演出。

### 角色及演員

#### 主要角色
- 椿山和眧：西田敏行

本故事的主角。百貨店課長。
- 和山椿：伊東美咲

椿山和眧的化身。
- 竹內弘實：成宮寬貴

黑道人物武田的化身。
- MAYA（マヤ）：和久井映見

中陰役所的負責人。
- 市川大介：國村隼

武田信任的重要下屬。
- 知子：余貴美子

椿山和眧原來的同僚。
- 蓮子：志田未來

已去世的少年——雄一的化身。
- 椿山陽介：須賀健太

椿山和眧的兒子。
- 椿山眧三：桂小金治

椿山和眧的父親。
- 市川靜子：市毛良枝

市川大介的妻子。
- 椿山由紀：渡邊典子

椿山和眧的妻子。
- 嶋田：澤村一樹

椿山和眧的下屬。

#### 其他角色
- 武田：綿引勝彥

- 雄一：伊藤大翔

- 純一：松田悟志

- 卓人：青木崇高

- 養育雄一的母親：

- 設施的年長女士：茅島成美

- MILES（マイルス）咖啡店的店主：藤村俊二

- 山田花子

### 製作人員
- 配給：松竹
- 導演：河野圭太
- 編劇：川口晴、若杉正明
- 音樂：服部隆之
- 攝影：川越一成
- 美術：瀨下幸治
- 証明：花岡正光
- 錄音：郡弘道
- 編輯：田口拓也

### 主題曲
- 「延續到你那裡的路」可苦可樂

收錄在細碟「名為你的翅膀」及大碟「ALL SINGLES BEST」中

## 電視劇
電視劇於2009年12月19日21:00-23:06在朝日電視台電視網播映。收視率為12.5%。

### 角色及演員
- 椿山和昭：船越英一郎
- 和山椿：石原聰美
- 椿山由紀：戶田菜穗
- 椿山和利：津川雅彥
- 椿山陽介：小清水一揮
- 佐伯知子：田中美佐子
- 嶋田良一：中村俊介
- 武田勇、竹之内勇一：北大路欣也
- 純一：高岡蒼甫
- 卓人：坂東巳之助
- 蜂須賀鐵藏：石橋蓮司
- 市川繁夫：松重豐
- 市川靜子：（原名東智鶴）
- 五郎：石井正則
- 根岸健太：平澤慧洸
- 根本蓮子：森迫永依
- 根岸真帆：石野真子
- ：大島蓉子
- 死後世界的政府機關職員：相島一之、吉本菜穗子
- 其他：阿南敦子、伊集院八朗、南雲勝郎、德井廣基、伊藤雅彥、小磯龍哉、伊澤征樹、織田龍光、瀨川和夫

### 製作人員
- 編劇：後藤法子
- 音樂：
- 導演：豬原達三
- 武術指導：深作覺
- 武術與動作：ELEMENTS（エレメンツ）
- 編輯、多音頻：映廣
- 音響效果：media house sound design
- 預視、MC-MILO攝影：IMAGICA
- 技術協力：GENIC、TAKESYSTEMS
- 照明協力：SUNRISE ART
- 美術協力：朝日電視台create、山崎美術、KHKart
- 監製：田中芳之（朝日電視台）、菅井敦（Horipro）、平部隆明（Horipro）
- 製作：朝日電視台、Horipro

## 舞台劇

### 2003年版
在2003年7月3日至8月28日，以為題於東京都藝術座劇場上演。

#### 演員
- 椿山和明：平田滿
- 和山椿：萬田久子
- 竹內弘實：山下真司
- 知子：
- 椿山昭三：藤村俊二
- 卓人：脇知弘
- 蓮子：黑川芽以、佐久間信子（交替演出）

#### 製作人員
- 製作：東寶
- 導演：西川信廣
- 編劇：堀越真

### 2009年版
在2009年9月9日至9月23日，以為題於東京都三越劇場劇場上演。

#### 演員
- 三波豐和
- 藤吉久美子
- 淡路惠子（特別演出）
- 橫內正
- 湖映佳奈子
- 中原果南
- 真夏龍
- 木下春樹

#### 製作人員
- 主辦、製作：office KOMACHI
- 編劇：小森名津
- 導演：日名子雅彥

## 外部連結
- 電影官方網站[1]
- 電視劇官方網站